# Kevin Menjívar
Kevin Alexander Menjívar Henríquez (ur. 23 września 2000) – salwadorski piłkarz występujący na pozycji prawego obrońcy, reprezentant Salwadoru, od 2023 roku zawodnik Alianzy.